# Нат І мак Фіахрах
Нат І мак Фіахрах (дав.-ірл.: Nath Í mac Fiachrach) — він же: Наті, Даті, Нахі, Нах Í, Фередех мак Фіахрах — верховний король Ірландії (Ard Ri) (395—418 роки правління, за іншими даними 405—428 роки правління, за іншими даними помер у 445 році), король Коннахту, син Фіахра, онук верховного короля Ірландії Еохайда Мугмедона.
Справжнє ім'я в нього було Фередех (ірл. — Feradach). Згідно з книгою «Корь Анменн» («Coir Anmann») ім'я Даті («Меткий») дав йому друїд під час облоги фортеці в Альпах — він ловив всі каміння які кидали на воїнів обложені. Судячи з всього повідомлення про похід в Альпи — це помилка переписувача. Навряд чи ірландці в IV—V століттях здійснювали походи так далеко. Але в Британію та Галію вони безумовно походи здійснювали. Очевидно йдеться не про Альпи, а про Альбу — королівство піктів, що було розташоване на території нинішньої Шотландії.

## Легенда
Про загибель Нат І розповідає скела «Смерть Нат Í». Згідно з легендою Нат Í обложив фортецю чи то башту, в якій жив чи то король, чи то відлюдник Парменій або Форменій. Він молився і просив небеса покарати Нат І та після молитви в Нат І влучила блискавка. Син короля Амальгайд відвіз тіло в Ірландію і поховав у Круахані (нинішнє графство Корк, Мунстер) — згідно з легендами там розташований вхід у потойбічний світ. Відомо кілька місцевостей в Ірландії, які називалися Круахан. У тому числі столиця королівства Коннахт, королем якої був Нат І, теж називалася Круахан і з місцевістю біля цього Круахану теж пов'язані містичні легенди. Судячи з всього в переказах мова йде саме про цей Круахан, а не мунстерський. Історики сумніваються в тому, що ірландські королі в IV столітті здійснювали походи в Альпи, хоча погоджуються з тим, що в епоху занепаду Римської імперії ірландці здійснювали походи в Британію та на материк — в Галлію. Можливо, описані події мали відношення до якогось реального походу в Альбенех (ірландська назва нинішньої Шотландії — тодішньої Каледонії).

## Спадкоємці
Король Нат І мав кілька дружин — мінімум три:
1. Етне, дочка Конрі Каса
2. Руад, дочка Айртеха Ухтлетана
3. ім'я невідоме

Одна з них (хто — невідомо) народила йому сина Айліля Молта — майбутнього верховного короля Ірландії.
Ірландські хроніки стверджують, що Руад була матір'ю Фіахра Елгаха від якого пішла наймогутніша гілка коннахтського королівського роду О'Фіахрах — Уі Фіахрах Муайде. Король Нат І мав ще сина Амальгайда (хоча деякі джерела стверджують, що це був не син, а брат короля). Інколи короля Нат І називають останнім поганським королем Ірландії — його спадкоємець Лоегайре мак Нілл — син короля Ніала Дев'яти Заручників, можливо, прийняв християнство, хоча історики сперечаються щодо цього. Принаймні в час його правління в Ірландії проповідували перші християнські місіонери. Але скоріше всього християнство Ірландія прийняла значно пізніше — і навіть після місії святого Патріка ще довго лишалась язичницькою.